# Biserica de lemn din Cipăieni
Biserica de lemn din Cipăieni, comuna Sânger, județul Mureș a fost biserica comunității din satul Chimitelnic (vechea denumire a satului Cipăieni). În anul 1924, în urma primirii acordului de  la Comisiunea Monumentelor Istorice - secția pentru Transilvania, biserica a fost demolată. Avea hramul "Sfinții Arhangheli Mihail și Gavriil".  

## Istoric și trăsături
Construită probabil în a doua parte a secolului al XVII-lea, biserica de lemn păstra pe unul din ușciorii intrării următoarea inscripție: "anul 1670 craiul Mihail Apafi". Iconostasul a fost pictat de către zugravul Ban Vasile, acest fapt fiind amintit în însemnarea amplasată în spatele tâmplei: "cu binecuvântarea Tatălui și a Fiului și a Duhului Sfânt, acest fruntariu s-a zugrăvit prin osteneala și cheltuiala a face milostenie pentru binecuvântarea a toate neamurile, anul 1711, zugrav Ban Vasile". 
Sub aspect constructiv, biserica avea pe latura de sud un pridvor. Deasupra pronaosului, un mic turn-clopotniță a fost amplasat. Intrarea bisericii a fost decorată cu bine-cunoscutul motiv al frânghiei. 
Două fotografii ale acestei biserici se păstrează în arhiva Comisiunii Monumentelor Istorice, secția pentru Transilvania, arhivă aflată la Muzeul de Istorie al Transilvaniei din Cluj-Napoca. Sub codul C3-4763 este înregistrată fotografia ce surprinde exteriorul bisericii de lemn din Cipăieni iar sub codul C3-4764, de la aceeași biserică se păstrează imaginea navei bisericii.